# 尹太后
尹太后（?—?），中国十六国时代西凉的太后，她是武昭王李暠的第二任妻子，李歆的母亲。李暠没有封她为王后（因李暠當時只稱涼公），李歆即位后，尊她为太后。
尹太后是天水人，她有品德、有能力。开始先嫁给了扶風人馬元正。后来迁居河西走廊，馬元正死后，她嫁给李暠做续妻。她曾三年不言，她抚养辛夫人之子，视如己出。
她在李暠建立西凉的过程中立有功勋。417年，李歆即位后，尊她为王太后。李歆想攻北凉的都城张掖，尹太后想劝说他，李歆不听。420年，李歆后来被北凉河西王沮渠蒙逊击败，李歆被杀，西凉灭亡。
沮渠蒙逊攻陷西凉都城酒泉，俘获了尹太后，但對她表示尊重，命儿子沮渠牧犍娶尹太后的女儿李敬受为妻。
433年，沮渠牧犍即位为河西王，立李敬受为王后。
437年，北魏太武帝拓跋焘逼迫沮渠牧犍废黜王后李敬受，以他妹妹武威公主为王后。沮渠牧犍只好命尹太后带女儿从姑臧（今甘肃武威）迁回到酒泉，李敬受去世。尹太后到伊吾投奔她的孫子，在那里去世。

## 延伸阅读
[在维基数据编辑]
 《晉書·卷096》，出自房玄齡《晉書》